# Brule megye
Brule megye az Amerikai Egyesült Államokban, azon belül Dél-Dakota államban található. Megyeszékhelye és legnagyobb városa Chamberlain. Lakosainak száma 5247 fő (2020. április 1.). Brule megye Buffalo, Jerauld, Aurora, Charles Mix, Lyman és Gregory megyékkel határos.

## Népesség
A megye népességének változása:
| Lakosok száma | 5267 | 5316 | 5299 | 5366 | 5281 | 5247 |
|               | 2010 | 2011 | 2012 | 2013 | 2015 | 2020 |